# Верховини Кейп-Бретона (національний парк)
Національний парк «Верхови́ни Кейп-Бре́тона», або «Кейп-Бре́тон-Ѓайлендс» (англ. Cape Breton Highlands National Park, фр. Parc national des Hautes-Terres-du-Cap-Breton) — національний парк Канади, заснований у 1936 році на острові Кейп-Бретон. Парк розташований на північний захід від міста Сідні у провінції Нова Шотландія та покриває площу 950 кв. км.
Через парк проходить велика частина маршруту Кебот-Трейл. Коло південно-західного в'їзду до парку знаходиться акадське поселення Четікамп (фр. Chéticamp) біля Затоки Святого Лаврентія. У східній частині парку розташоване поселення Інгониш (англ. Ingonish) на узбережжі Атлантичного океану; всередині знаходяться гори, долини, ліси, водоспади, скелясті узбережжя та тундра. Найвища точка парку носить назву пік Кейп-Бретон.
Через територію парку течуть дві річки:
- річка Четікамп (англ. Chéticamp River)
- річка Аспі (англ. Aspy River)

Популярним туристичним маршрутом на південному в'їзді до Нацпарку «Верховини Кейп-Бретона» є Скайлайн-Трейл, який проходить верхами нагір'я та відкриває краєвид на узбережжя.